# 日本グランプリ (トライアル)
日本グランプリ（にっぽんぐらんぷりまたはにほんぐらんぷり、Japanese Grand Prix）
1. トライアル世界選手権の日本大会の名称。以下で述べる。
2. 全日本トライアル選手権の大会の名称

## 概要
2000年よりツインリンクもてぎ特設コースで開催されている。

## 歴代優勝者
| 開催日        | 会場   | ライダー                 | 国籍     | チーム                    |
| ------------- | ------ | ------------------------ | -------- | ------------------------- |
| 2000年6月10日 | もてぎ | ドギー・ランプキン       | イギリス | モンテッサ・HRC           |
| 2000年6月11日 | もてぎ | ドギー・ランプキン       | イギリス | モンテッサ・HRC           |
| 2001年6月2日  | もてぎ | ドギー・ランプキン       | イギリス | モンテッサ・HRC           |
| 2001年6月3日  | もてぎ | ドギー・ランプキン       | イギリス | モンテッサ・HRC           |
| 2002年9月7日  | もてぎ | 藤波貴久                 | 日本     | モンテッサ・HRC           |
| 2002年9月8日  | もてぎ | ドギー・ランプキン       | イギリス | モンテッサ・HRC           |
| 2003年5月31日 | もてぎ | 藤波貴久                 | 日本     | モンテッサ・HRC           |
| 2003年6月1日  | もてぎ | グラハム・ジャービス     | イギリス | シェルコ                  |
| 2004年5月22日 | もてぎ | 藤波貴久                 | 日本     | レプソル・モンテッサ・HRC |
| 2004年5月23日 | もてぎ | 藤波貴久                 | 日本     | レプソル・モンテッサ・HRC |
| 2005年5月21日 | もてぎ | 藤波貴久                 | 日本     | レプソル・モンテッサ・HRC |
| 2005年5月22日 | もてぎ | アルベルト・カベスタニー | スペイン | シェルコ                  |